# Каварцан (Белуно)
Каварцан (итал. Cavarzan) је насеље у Италији у округу Белуно, региону Венето.
Према процени из 2011. у насељу је живело 9 становника. Насеље се налази на надморској висини од 1012 м.